# Tatra T6B5

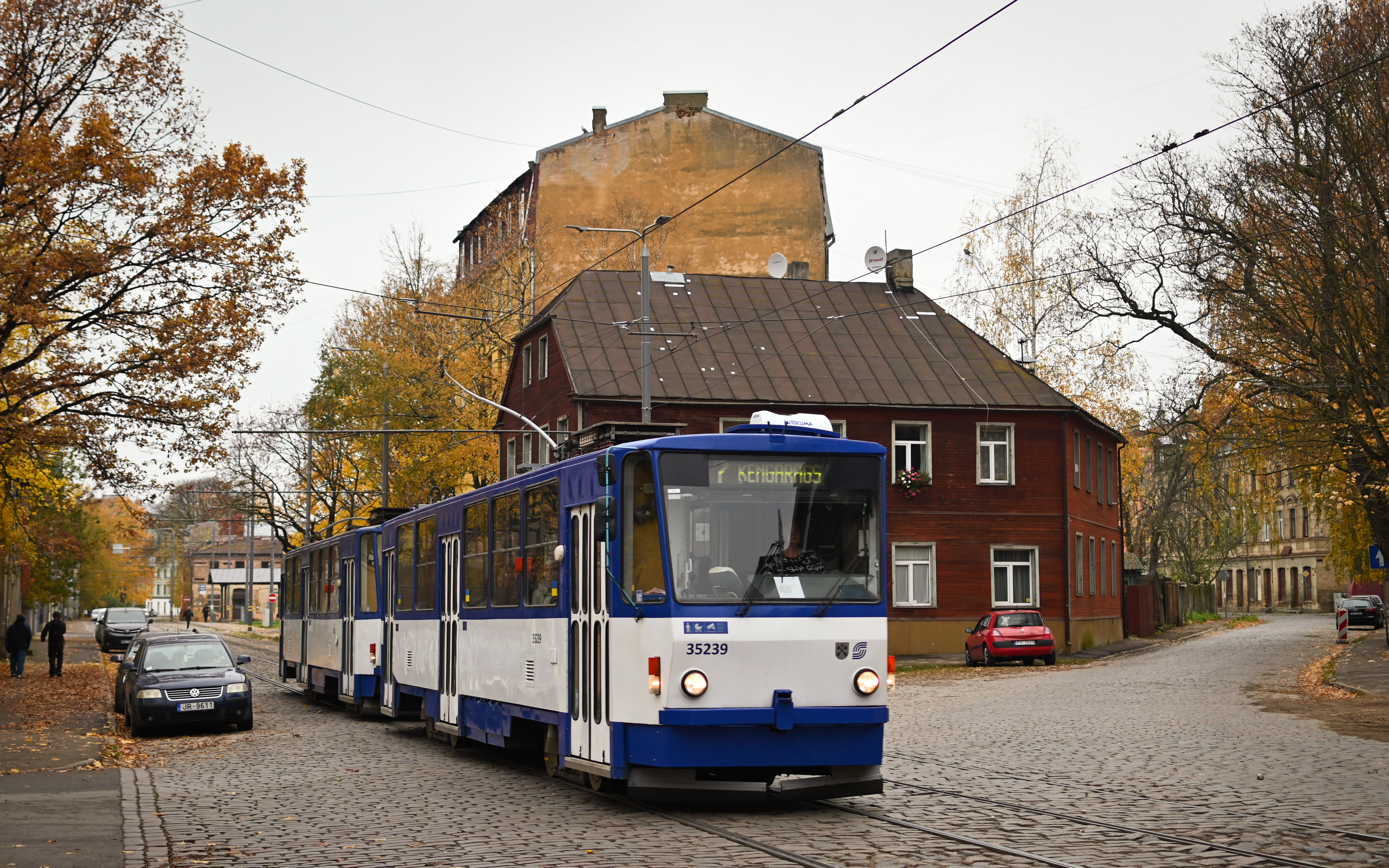
Skład Tatr T6B5SU z odbierakami pałąkowymi w Rydze

Tatra T6B5 – typ tramwaju wytwarzanego w różnych odmianach w latach 1985–2003 w zakładach ČKD w Pradze w Czechosłowacji (potem Czechy) oraz JuMS w Dnieprze na Ukrainie.

## Konstrukcja
T6B5 to jednokierunkowy wóz konstrukcji stalowej, wyposażony w troje drzwi składanych harmonijkowo, wysokopodłogowy, wywodzący się z serii T5. Silniki wyposażone są w regulację tyrystorową typu TV3. Ogółem wyprodukowano 1270 sztuk.

## Produkowane odmiany

### T6B5SU/T3M
W 1983 r. powstały dwa prototypy, które testowane były w Pradze pod nr. 0016 i 0017, a od 1984 w Moskwie pod nr. 0001 i 0002 (od roku 1994 0301 i 0302). Seryjna produkcja ruszyła w 1985 r. i do 1996  r. wyprodukowano 1014 egzemplarzy, których eksploatację rozpoczęto w następujących miastach ówczesnego ZSRR: Barnauł, Charków, Iżewsk, Swierdłowsk, Kijów, Krzywy Róg, Kursk, Lipieck, Mińsk, Gorki, Nowokuźnieck, Orzeł, Ryga, Rostów nad Donem, Kujbyszew, Zaporoże, Taszkent, Tuła, Kalinin, Ufa, Uljanowsk, Władykaukaz, Wołgograd i Woroneż. Kolejne 39 sztuk zostało wyprodukowanych na licencji w firmie JuMS w Dnieprze na Ukrainie w latach 1994–2003 jako T3M-Jug i dostarczone ukraińskim miastom: Dniepr, Kijów, Mikołajów, Odessa i Zaporoże. W 2003 r. kolejne 10 zmontowano w Ostrawie i sprzedano miastu Iżewsk w Rosji.

### T6B5B
W latach 1989–1991 wyprodukowano 37 sztuk dla stolicy Bułgarii – Sofii. Nie różnią się one wyposażeniem od wersji T6B5SU.

### T6B5K
W 1991 r. 129 egzemplarzy zakupiono do stolicy Korei Północnej – Pjongjangu (równocześnie zakupiono także serię wozów Tatra KT4 i Tatra KT8D5). Eksploatowane są w zestawach podwójnych.

## Dostawy
| Państwo        | Miasto           | Typ            | Lata dostaw    | Liczba | Numery taborowe                                |  |
| -------------- | ---------------- | -------------- | -------------- | ------ | ---------------------------------------------- |  |
| Białoruś       | Mińsk            | T6B5SU         | 1990–1996      | 24     | 001–025                                        |  |
| Bułgaria       | Sofia            | T6B5B          | 1989           | 37     | 4101–4137                                      |  |
| Korea Północna | Pjongjang        | T6B5K          | 1990–1992      | 129    | 1046–1174                                      |  |
| Łotwa          | Ryga             | T6B5SU         | 1988–1990      | 62     | 201–262                                        |  |
| Rosja          | Barnauł          | T6B5SU         | 1985–1989      | 106    | 1001–1032, 3001–3209                           |  |
| Rosja          | Iżewsk           | T6B5SU         | 1987–1991      | 35     | 2001–2035                                      |  |
| Rosja          | Iżewsk           | T5B6-RA        | 2003           | 10     | 2036–2045                                      |  |
| Rosja          | Jekaterynburg    | T6B5SU         | 1987–1989      | 34     | 357–372, 730–747                               |  |
| Rosja          | Kursk            | T6B5SU         | 1987–1995      | 78     | 009–086                                        |  |
| Rosja          | Lipieck          | T6B5SU         | 1988–1989      | 45     | 2101–2145                                      |  |
| Rosja          | Moskwa           | T6B5SU         | 1984           | 2      | 001–002                                        |  |
| Rosja          | Niżny Nowogród   | T6B5SU         | 1988–1989      | 25     | 2901–2925                                      |  |
| Rosja          | Nowokuźnieck     | T6B5SU         | 1989           | 15     | 215–228                                        |  |
| Rosja          | Orzeł            | T6B5SU         | 1989–1990      | 14     | 086–099                                        |  |
| Rosja          | Rostów nad Donem | T6B5SU         | 1988–1989      | 40     | 800–839                                        |  |
| Rosja          | Samara           | T6B5SU         | 1989–1993      | 48     | 853–867, 1003–1036                             |  |
| Rosja          | Tuła             | T6B5SU         | 1988–1996      | 77     | 13, 14, 17, 18, 23-30, 47, 48, 83, 84, 301-358 |  |
| Rosja          | Twer             | T5B6SU         | 1985–1988      | 35     | 1 – 35                                         |  |
| Rosja          | Ufa              | T5B6SU         | 1988           | 30     | 1101–1130                                      |  |
| Rosja          | Ufa              | T5B6-MPR       | 2007           | 4      | 2007–2009, 2031                                |  |
| Rosja          | Uljanowsk        | T6B5SU         | 1988–1990      | 45     | 2173–2217                                      |  |
| Rosja          | Władykaukaz      | T6B5SU         | 1988           | 20     | 110–129                                        |  |
| Rosja          | Wołgograd        | T6B5SU         | 1987–1989      | 20     | 2834–2853                                      |  |
| Rosja          | Woroneż          | T6B5SU         | 1989           | 12     | 105–116                                        |  |
| Ukraina        | Charków          | T6B5SU         | 1988–1990      | 55     | 4519–4573                                      |  |
| Ukraina        | Dniepr           | T6B5SU         | 1996–2002      | 12     | 3001–3012                                      |  |
| Ukraina        | Donieck          | T6B5SU         | 2003           | 6      | 3001–3006                                      |  |
| Ukraina        | Kamieńskie       | T6B5SU         | 1996–2000      | 5      | 2000–2004                                      |  |
| Ukraina        | Kijów            | T6B5SU         | 1985–1994      | 97     | 001–077, 100, 101, 301–318                     |  |
| Ukraina        | Krzywy Róg       | T6B5SU         | 1993           | 1      |                                                |  |
| Ukraina        | Mikołajów        | T6B5SU         | 2000–2001      | 3      | 1915, 2001, 2002                               |  |
| Ukraina        | Odessa           | T6B5SU         | 1999           | 1      | 7001                                           |  |
| Ukraina        | Zaporoże         | T6B5SU         | 1988–1996      | 50     | 417–466                                        |  |
| Uzbekistan     | Taszkent         | T6B5SU         | 1991–1999      | 100    | 2701–2757                                      |  |
| Łączna liczba: | Łączna liczba:   | Łączna liczba: | Łączna liczba: | 1279   |                                                |  |